# Hans Asper
Hans Asper (c. 1499 - 21 mars 1571) est un peintre suisse surtout connu pour ses portraits.

## Biographie
Hans Asper est né vers 1499 à Zurich, où il vivra toute sa vie. On ne sait rien de lui jusqu'en 1526, date à laquelle il épouse la fille de Ludwig Nöggi, un maître charpentier qui siégeait au conseil municipal ; Asper lui-même est un citoyen d'une certaine réputation, élu au conseil cantonal de Zurich en 1545.
Il aurait étudié avec Hans Leu le Jeune à Zurich et semble avoir reçu une influence précoce dans la peinture de portrait à partir des œuvres de Hans Holbein le Jeune. Ses premières œuvres datent de 1531, avec peut-être le portrait le plus connu du réformateur suisse Ulrich Zwingli, peint à l'huile sur parchemin. La même année, Asper peint les intérieurs de certains bâtiments gouvernementaux de Zurich, étant à cette époque le peintre officiel de la ville.
Il peint dans de nombreux styles et il est particulièrement connu pour ses études de fleurs et de fruits[réf. nécessaire]. Plusieurs de ses travaux ont été perdus. Ses œuvres notables incluent des portraits de Ulrich Zwingli et de sa fille, Regula Gwalter, œuvres devenues la propriété de la bibliothèque publique de Zurich. Asper est également évoqué pour avoir fourni les illustrations de Historia Animalium de Conrad Gessner.
Asper reçoit une médaille frappée en son honneur, mais il meurt pauvre en 1571. Deux de ses onze enfants, Hans Rudolf Asper et Rudolf Asper, sont également peintres.

## Œuvres

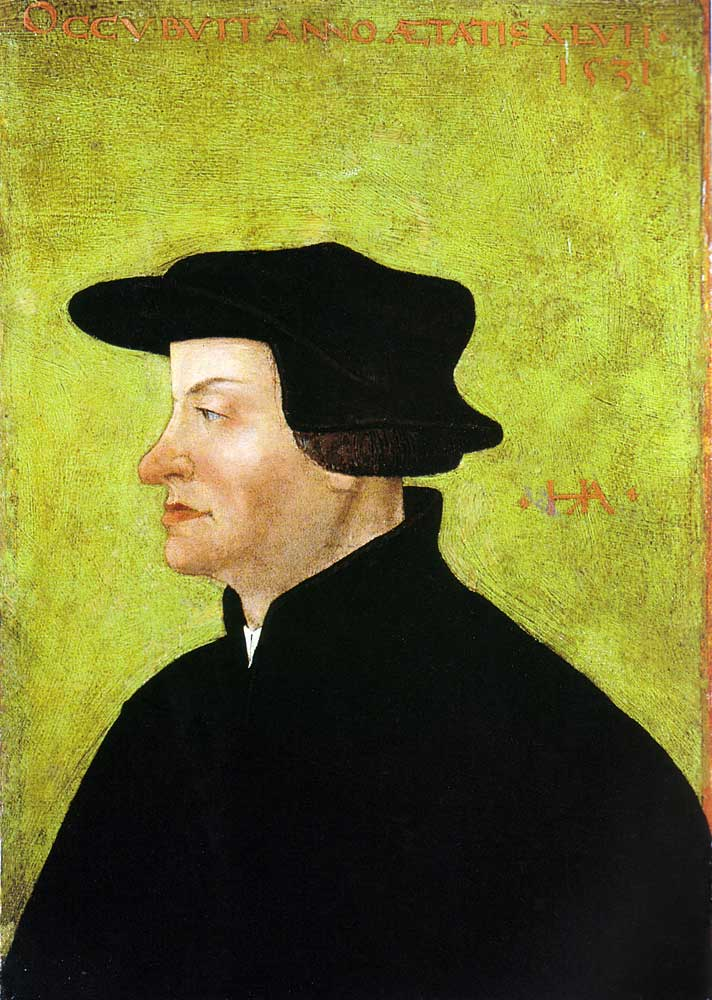
Ulrich Zwingli, 1531.
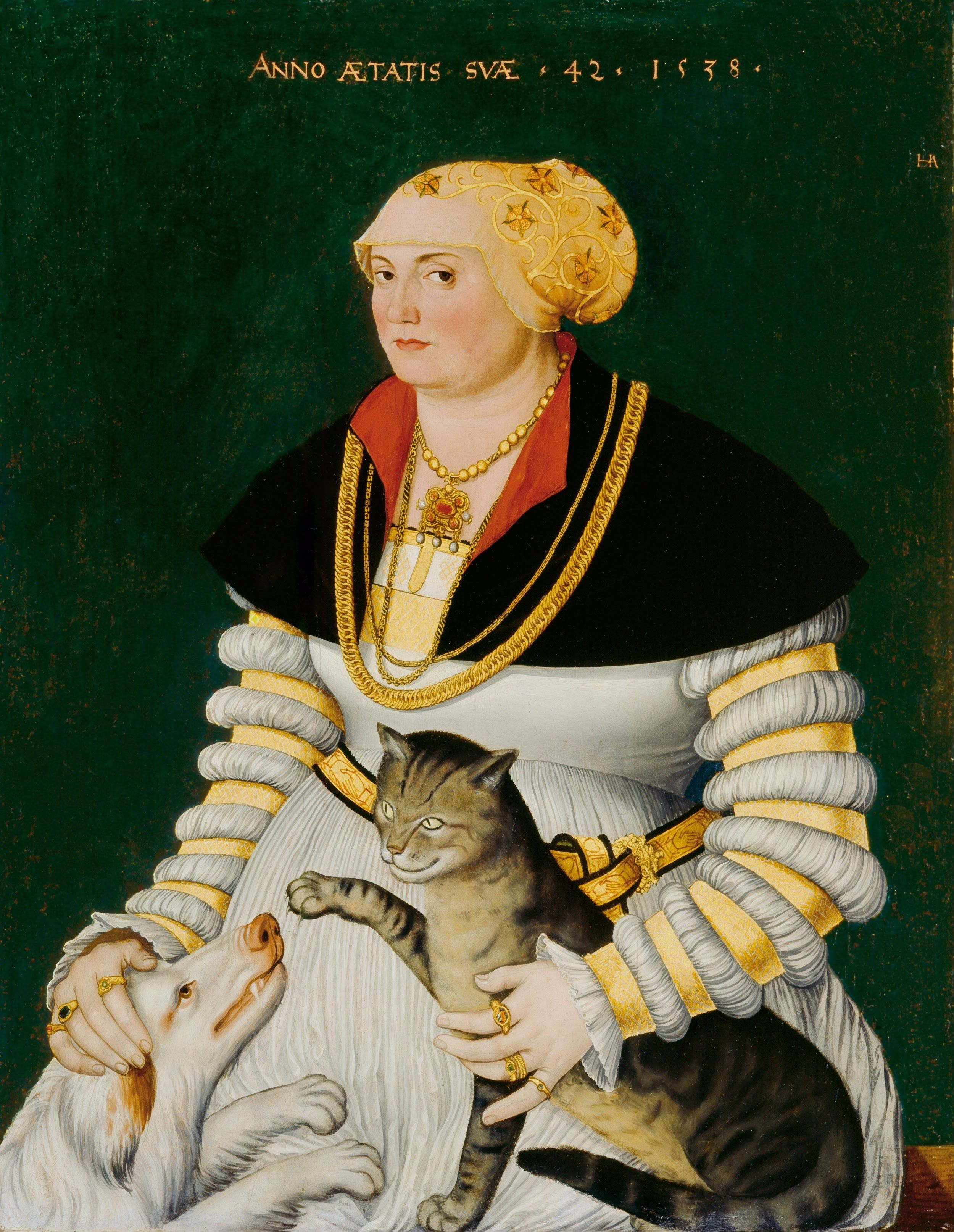
Cleophea Holzhalb, 1538.
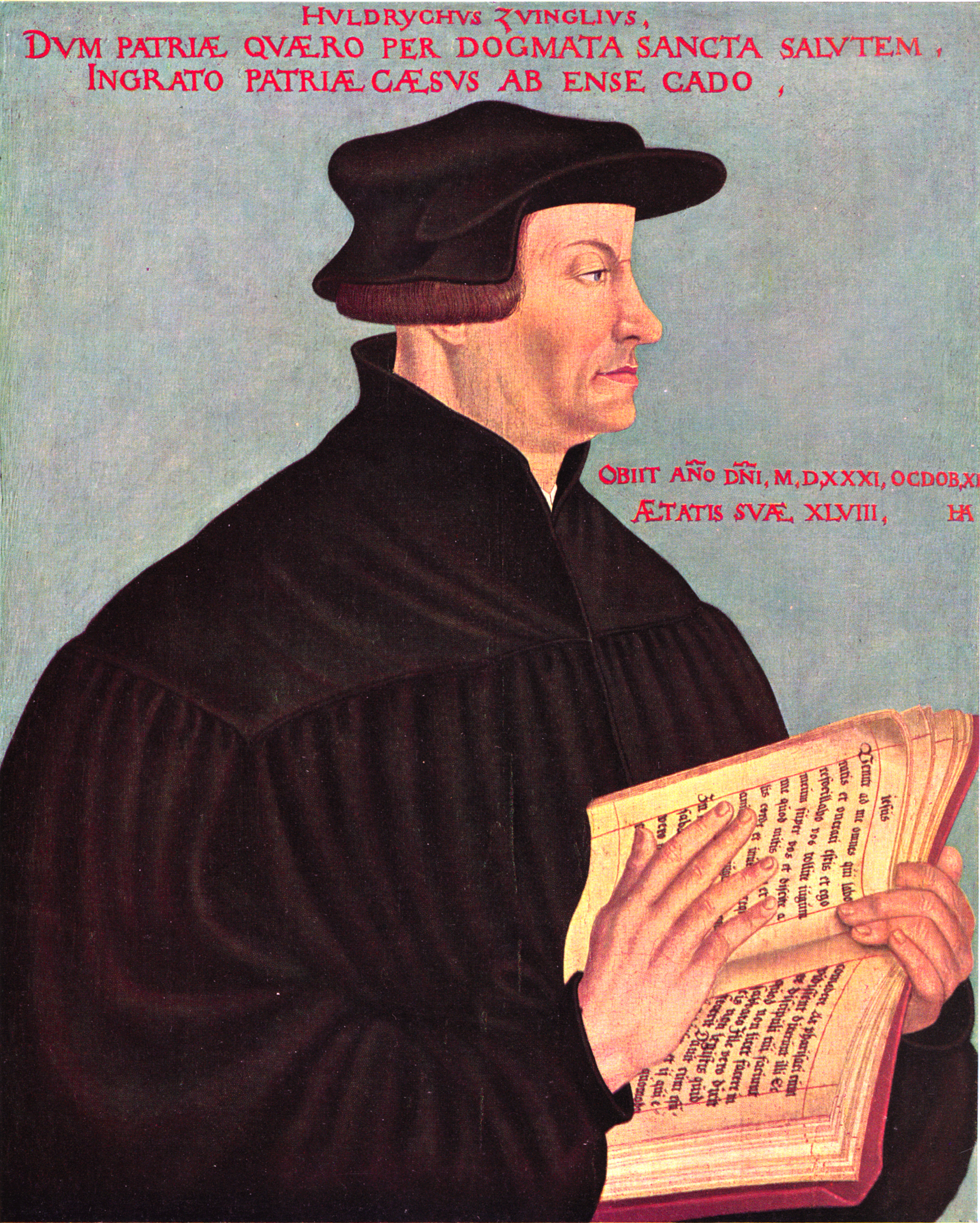
Ulrich Zwingli, 1549.
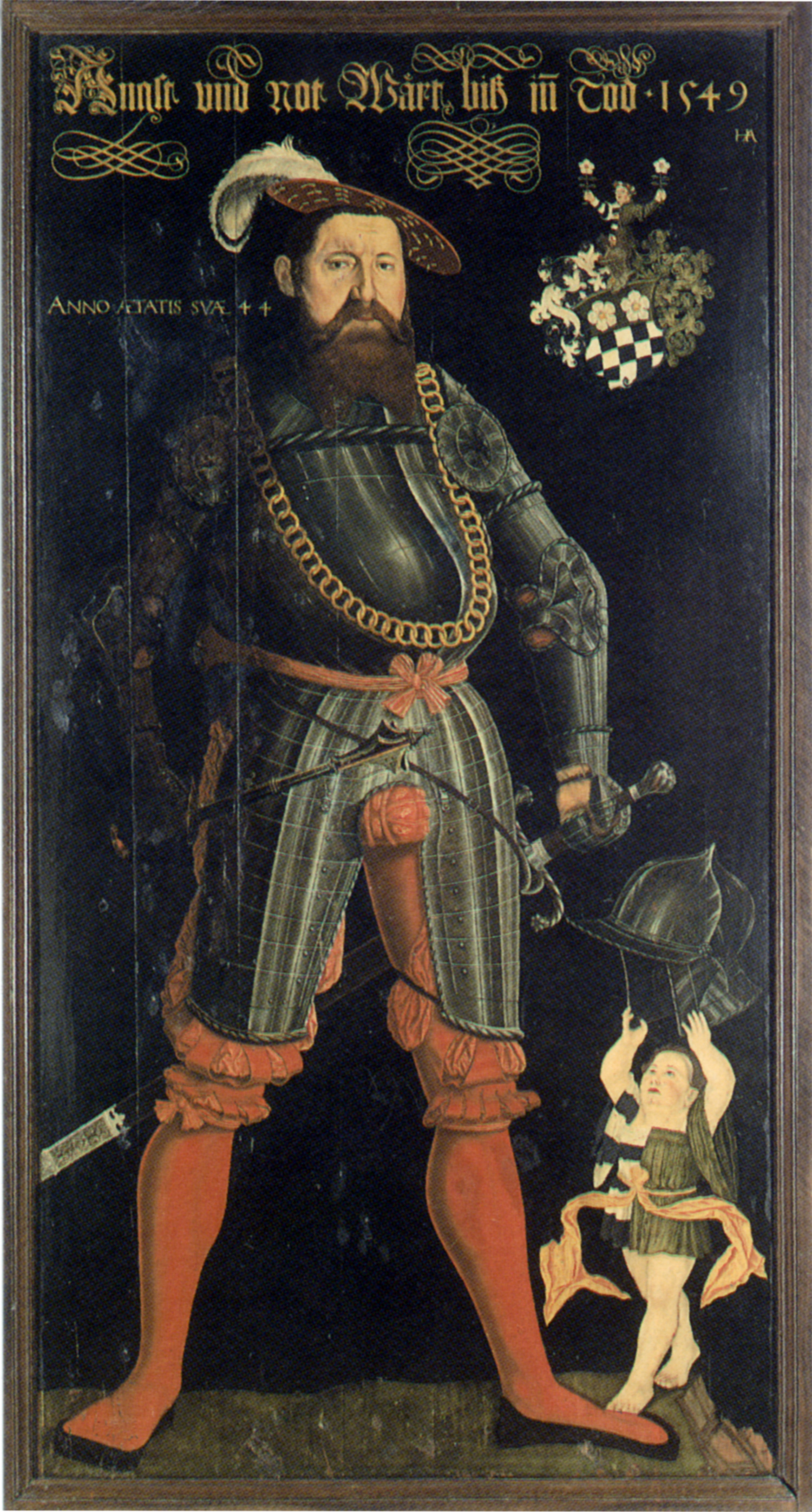
Wilhelm Frölich, 1549, unique portrait en pied d'Asper[1].
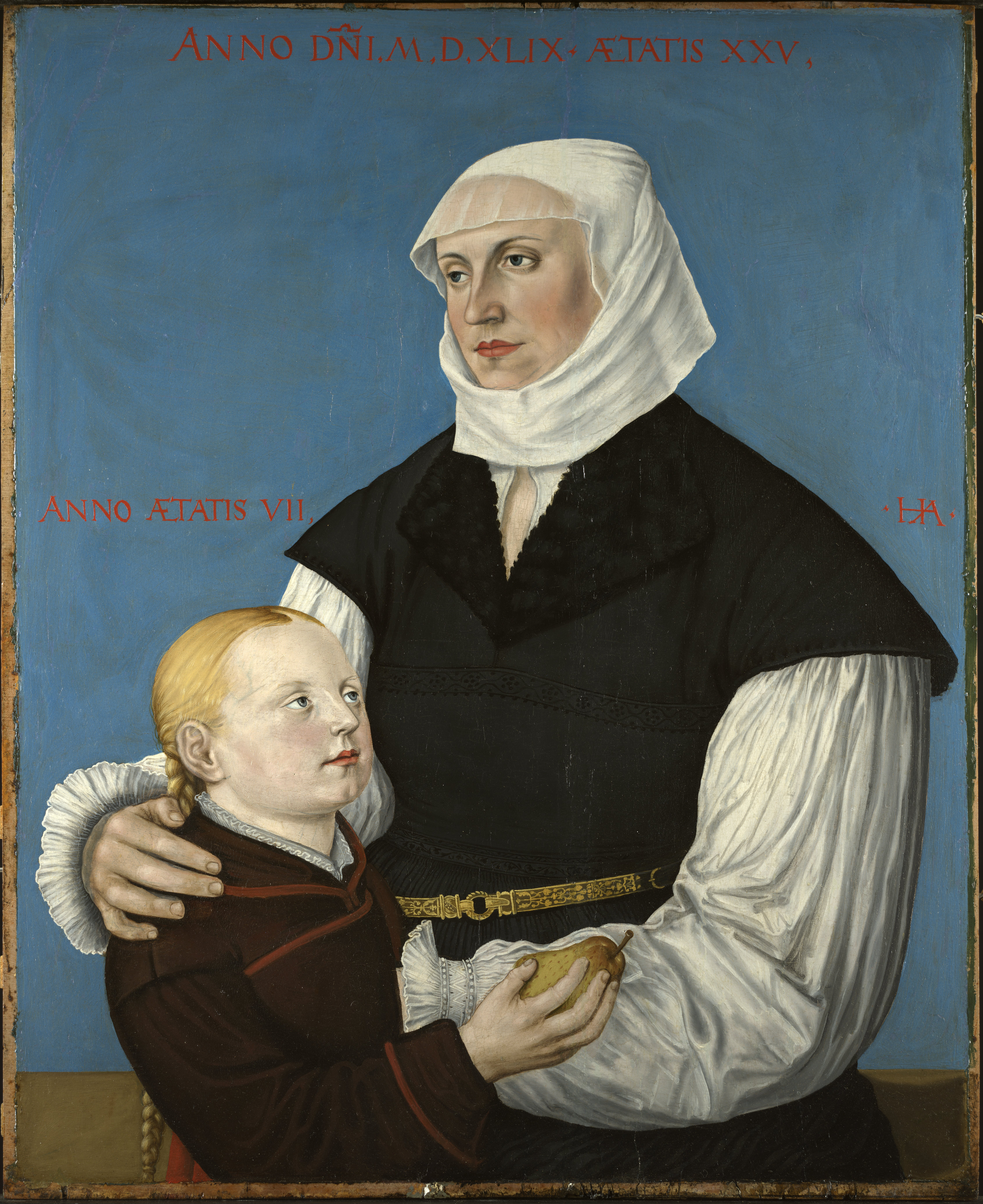
Regula Gwalther Zwingli et Anna Gwalther, 1549[a].
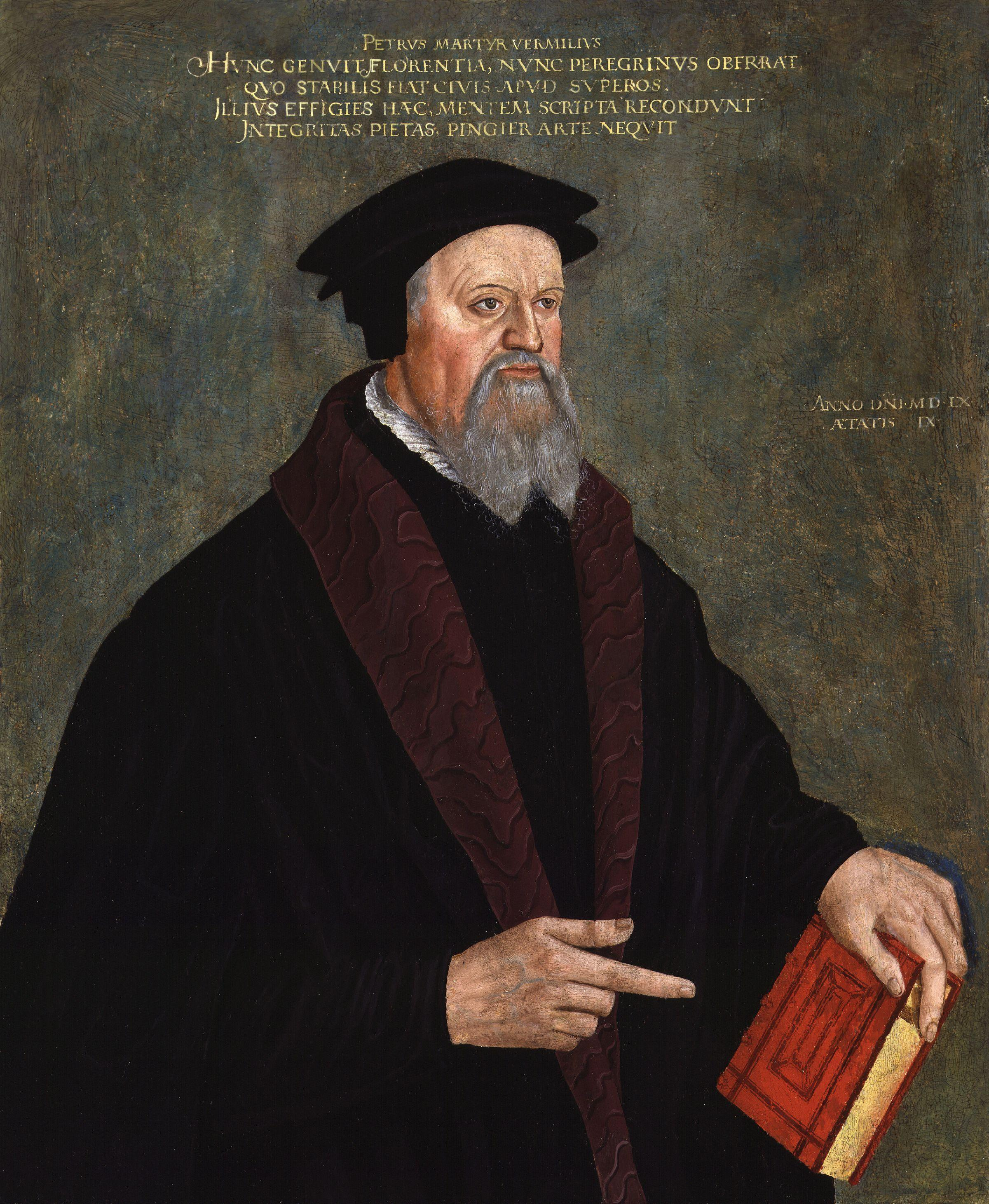
Pierre Martyr Vermigli, 1560.
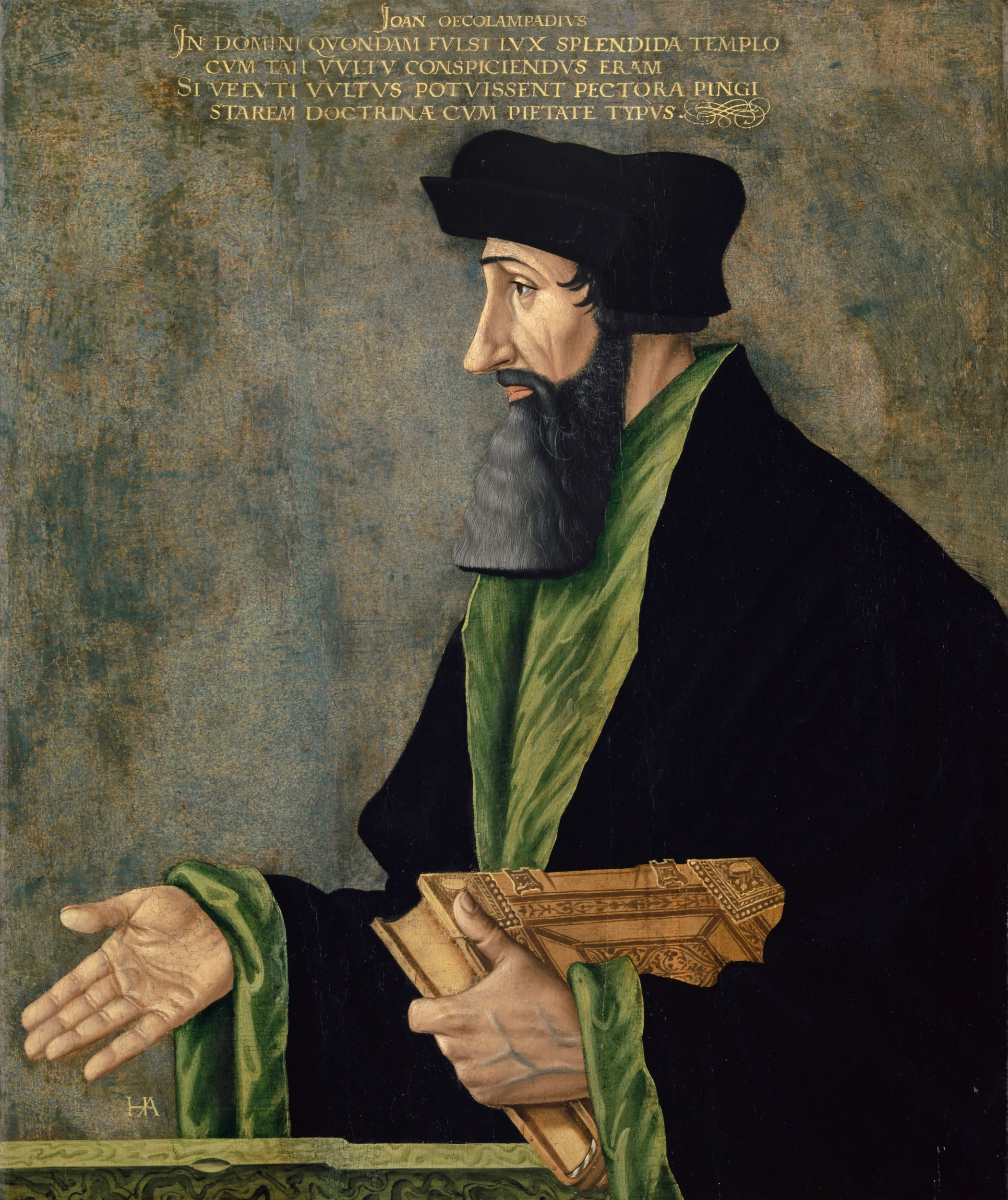
Johannes Oekolampad.
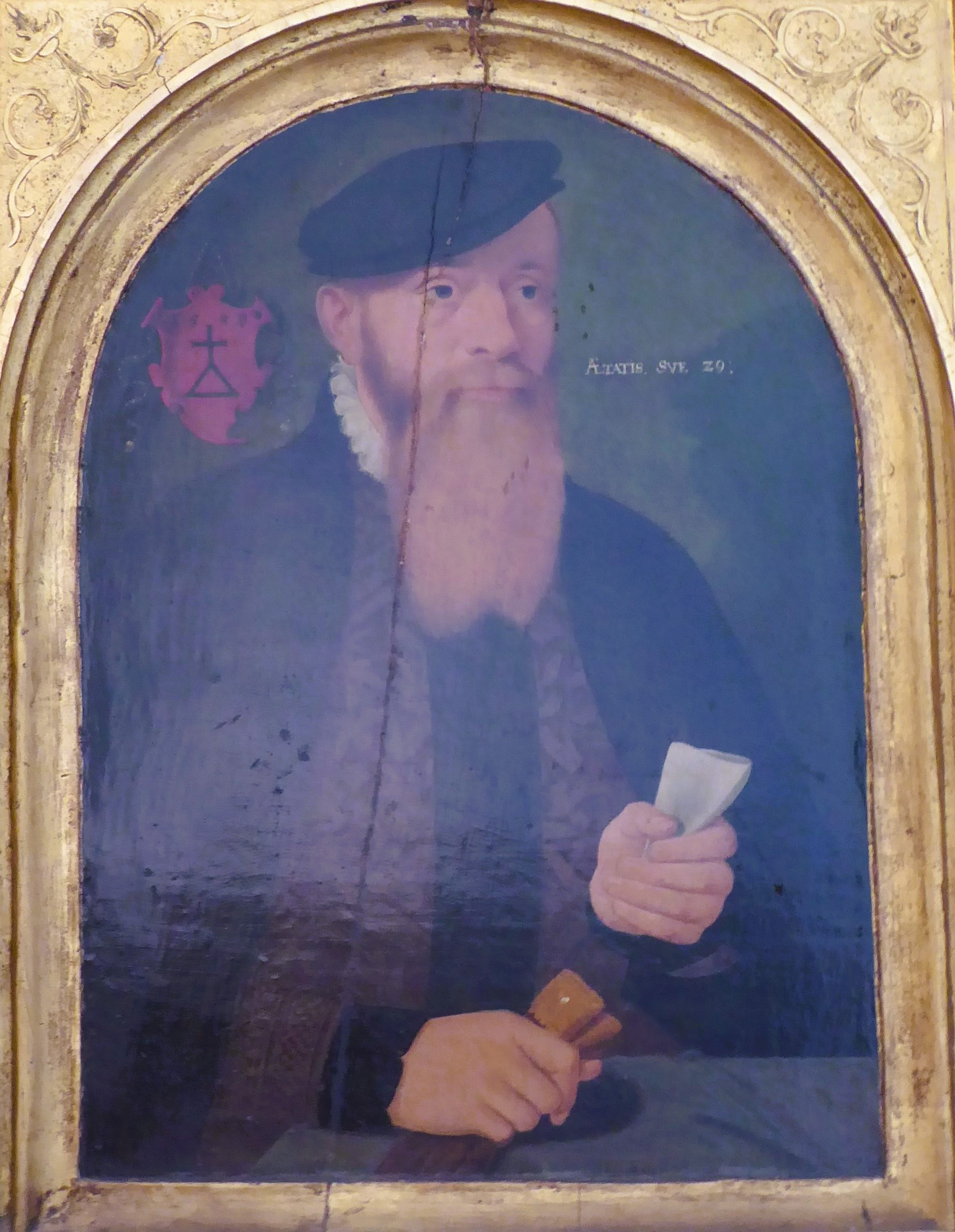
Portrait d'homme, musée des Beaux-Arts de Chartres[3],[4].